# 石関貴史
石関 貴史（いしぜき たかし、1972年2月18日 - ）は、日本の政治家、元郵政官僚。元衆議院議員（4期）。
衆議院決算行政監視委員長、日本維新の会国会議員団国会対策委員長、維新の党選挙対策委員長、同国会対策委員長、群馬県議会議員（1期）、伊勢崎市議会議員（1期）などを務めた。

## 来歴
群馬県伊勢崎市柳原町生まれ。実家は自動車修理工場。群馬県立伊勢崎東高等学校、早稲田大学政治経済学部卒業。大学卒業後、郵政省に入省。在職中、ロンドン大学大学院に留学。1998年、郵政省放送行政局係長を最後に退官した。幼少期に両親が離婚し、伊勢崎市で自動車修理工場を営む祖父母の下で育てられた。
1999年、伊勢崎市議会議員選挙に出馬し、トップ当選。
2003年、群馬県議会議員選挙に出馬し、当選。地方議員在職中は自由民主党に所属していた。
2005年、群馬県議を任期途中で辞職し、第44回衆議院議員総選挙に民主党公認で群馬2区から出馬。自民党前職の笹川尭に1,422票差で敗れたが、重複立候補していた比例北関東ブロックで復活し、当選した。
2009年の民主党代表選挙では、鳩山由紀夫の推薦人に名を連ねる。
同年の第45回衆議院議員総選挙では、群馬2区で自由民主党総務会長在職中であった笹川を破り、再選。
2010年1月、民主党の石川知裕衆議院議員の逮捕を受け、同期当選の議員で結成された石川知裕代議士の逮捕を考える会に参加した。
2012年の消費増税をめぐる政局では、6月26日の衆議院本会議で行われた消費増税法案の採決で、党の賛成方針に反して棄権した。民主党は7月3日の常任幹事会で厳重注意処分とする方針を決定し、7月9日の常任幹事会で正式決定した。
同年9月11日、民主党に離党届を提出（受理されず、10月5日に除名処分が下った）。9月28日、日本維新の会の結党に参加した。
同年の第46回衆議院議員総選挙では、群馬2区から日本維新の会公認で出馬。一方、民主党も前回の総選挙は比例単独で当選した桑原功を擁立した。群馬2区では自民党新人の井野俊郎に敗れたが、重複立候補していた比例北関東ブロックで復活し、3選（桑原は落選）。
2014年の日本維新の会分党に際しては、橋下徹大阪市長による新党結成を目指すグループに参加。次世代の党に参加する議員が離党した後、日本維新の会国会議員団国会対策委員長に起用された。分党後の日本維新の会を経て維新の党結党に参加し、国会議員団国会対策委員長代理及び財務委員長に就任。また、同年9月より衆議院決算行政監視委員長。
同年12月の第47回衆議院議員総選挙では、群馬2区から維新の党公認で出馬し、再び井野に敗れたが、重複立候補していた比例北関東ブロックで復活し、4選。
維新の党が旧民主党に合流して出来た民進党では国会対策副委員長や、議院運営委員会野党筆頭理事などを務めた。
2016年9月2日、民進党代表選挙が告示され、石関は前原誠司元外相の推薦人に名を連ねた。
2017年の第48回衆議院議員総選挙には群馬2区から希望の党公認で出馬したが再び井野に敗れ惜敗率は54.4%に留まり比例復活も適わず落選した。
同年12月、支援者らを前に次期総選挙も群馬2区から出馬する意向を表明した。次期衆院選には「どんな形であっても出馬する」と明言していることが2020年10月22日にも報じられた。
2021年9月19日、伊勢崎・桐生両青年会議所が次期衆院選の群馬2区立候補予定者による討論会を開催した。無所属で立候補予定の石関もこの討論会に参加し、実行したい政策などを訴えた。
同年10月9日、伊勢崎市内で記者会見を開き、第49回衆院選に群馬2区から出馬することを正式に表明した。無所属での出馬を予定しているが、条件が整えば何らかの政党・政治団体からの出馬もあり得ることを説明した。
2021年の第49回衆議院議員総選挙には群馬2区から無所属で出馬したが落選。落選が確実となった後、今後の活動について「当面は国政復帰を引き続き目指す」と報道陣に語った。
2024年10月11日、同月の第50回衆議院議員総選挙に群馬2区から無所属で立候補する意向を明らかにした。
2024年10月の第50回衆議院議員総選挙には群馬2区から無所属で出馬したが落選。落選が確実となったあとの選挙事務所で支持者に対して、今後も政治活動を続ける意向を示した。

## 政策・主張
- 2009年、鳩山由紀夫内閣の強い意向により行われた天皇特例会見に際し、「日本が中国との友好をどれだけ重視しているかの表れだ」と主張した[39]。
- 共謀罪法を評価しない[40]。
- アベノミクスをどちらかと言えば評価しない[40]。
- 安全保障関連法案の成立をどちらかと言えば評価しない[40]。
- 安倍内閣による森友学園問題・加計学園問題への対応を評価しない[40]。
- 幼稚園・保育所から大学までの教育無償化に賛成[40]。
- 「当面は財政再建のために歳出を抑えるのではなく、景気対策のために財政出動を行うべきだ」という意見にどちらかと言えば賛成[40]。
- 経済競争力を多少犠牲にしても格差是正を優先することにどちらかと言えば賛成[40]。
- 「財政赤字は危機的水準であるので、国債発行を抑制すべきだ」という意見にどちらかと言えば賛成[40]。
- 「治安を守るためにプライバシーや個人の権利が制約されるのは当然だ」という意見にどちらかと言えば反対[40]。
- 同性婚を法律で認めることに反対[40]。
- 選択的夫婦別姓制度導入にどちらかと言えば反対[40]。
- 原子力規制委員会の審査に合格した原子力発電所の運転再開に反対[40]。
- 「将来も原子力発電は電力源のひとつとして保つべきだ」という意見よりも「いますぐ原子力発電を廃止すべきだ」という意見に賛成[40]。
- 外国人労働者の受け入れ拡大についてはどちらとも言えない[40]。
- 日本の防衛力をさらに強化することに賛成[40]。
- 消費税10%への増税に反対[40]。
- 憲法改正にどちらかと言えば賛成。改正すべき項目に情報公開、衆議院の解散、地方自治を挙げた[40]。

## 人物
大学は奨学金を借りて通った。育ての親である祖父とは大学生時代に死別。育ての親である祖母は石関が衆議院議員1期目の時に認知症になり、石関は国会の合間に世話をした。石関自身が祖母のオムツを換えたこともあった。

## エピソード
- 2005年（第44回）衆院選において、第41・42・43回衆院選に出馬して3回連続で笹川堯に敗れた森田修が石関陣営の選対幹事長を務めた[43][44]。
- 石関ら衆議院小選挙区総支部長5人（群馬1区の高橋仁[注 2]、群馬2区の石関、群馬3区の柿沼正明、群馬4区の中島政希、群馬5区の田島國彦[46]）は民主党群馬県連で会長を務める富岡由紀夫参院議員が県連内で杜撰な会計処理を行っていたことを2006年に告発し、それ以降石関を筆頭とする県連内保守系グループと、富岡会長、黒沢孝行幹事長[注 3]、角田義一特別常任顧問らを中心とする県連内左派グループ（旧社会党系の人物が中心メンバー）の間で内部対立が続いた[48][49][50]。角田は角田系グループと石関系グループの対立を「正統派民主と異端民主の対立」と称し石関系グループを罵った[51]。
  - 群馬以外の他の都道府県では、旧民社党系勢力が保守系勢力と旧社会党系勢力の間の緩衝材となった[51]。しかし、群馬県では旧民社党系勢力の力が弱く、そのことが、石関が率いる保守系グループと角田が率いる旧社会党系グループで対立が激化した背景となっていた[51]。
  - 朝日新聞は2013年6月、民主党群馬県連の保守系勢力の存在感は薄れたと評した[52]。
  - 読売新聞は2017年衆院選時に、民進党群馬県総支部はリベラル系議員が多いと評した[53][54]。
- 2009年衆院選において、社民党籍を持つ塚越紀一県議や社民系地方議員が中心となって矢島笑鯉子を群馬2区から無所属で擁立した[55][56]。民主党労組系地方議員の一部も同調し矢島を支援した[57][58]。民主党系労組関係者の中には矢島支援を公言する者もいた[57]。
- 石関が日本維新の会に移籍したことを受けて、角田義一は2012年10月20日に民主党群馬県連の定期大会で「（群馬）2区は候補者を立てて、石関をつぶす」と述べ石関への敵意を剥き出しにした[59]。角田は「かかしでも立てる」と執念を見せた[60]。群馬2区候補者の人選は難航したが、公示日6日前に自治労群馬県本部特別執行委員の桑原功前衆院議員（前橋市職員労働組合出身）[61]の2区擁立が決まった[60]。桑原陣営は選挙期間中、石関の批判ばかりを繰り返した[62]。
- 2012年衆院選に際して、石関は民主党を離党していた中島政希に日本維新の会からの比例単独での出馬を打診した[63]。中島は12月1日、石関の打診を辞退し政界を引退することを表明した[64][65]。中島は2012年衆院選では石関や群馬4区の日本維新の会の候補を支援する方針を示した[64][65]。
- 2014年11月15日、民主党群馬県連の常任幹事会が開かれ、黒沢孝行会長（自治労群馬県本部の組織内議員[47]）は2014年衆院選の公認が未定の群馬2区から5区まで独自候補を擁立する基本方針を示した[66]。しかし、群馬2区の候補者は見つからず、群馬県連は11月25日に独自候補擁立を断念することを決めた[67]。2014年衆院選において、民主党群馬県連は維新の党の石関への支援は行わなかった[68][69][70]。
- 2016年3月27日に民主党と維新の党が合流して民進党が発足したが、民主党群馬県連は石関率いる維新の党群馬県連との合流を拒否し、群馬県内でそれぞれ別組織（主流派の「民進党群馬県総支部」と石関系の「民進党群馬県第２区総支部」[71]）として活動することになった[49][72][50]。衆院選直前の2017年9月頃の時点でも、石関は群馬県内では別組織として活動していた[73]。ある民進党群馬県総支部の幹部は2016年7月頃に「石関氏が県連に入れば、組織がめちゃくちゃにされる」と語った[72]。
- 2016年9月に民進党の新代表に蓮舫が選ばれたことを受けて石関は「二重国籍を承知で公党の代表に選ぶとは、この党はどうかしている。」などとコメントした[74][50]。10月3日、民進党群馬県総支部は石関に対して何らかの対応を取るように求める要望書を党本部に提出した[75][76]。
- 2017年9月28日、石関は松野頼久衆議院議員が同年8月中旬頃から小池百合子新党（希望の党）と民進党の合併協議を水面下で小池サイドと行っていたことを支持者らとの会合で明らかにした[77]。
- 2017年衆院選において、民進党群馬県総支部は希望の党の石関への支援は行わなかった[78]。また、連合群馬はこの選挙で石関の推薦は行わなかった[79]。
- 2017年衆院選においては希望の党代表・小池百合子の言動により逆風に見舞われ、選挙終盤に1100カ所を超す公設掲示板のポスターを「地域色」を前面に出すものにすべて張り替えたがすでに手遅れの状態であった[80]。
- 2018年4月3日、旧・立憲民主党は堀越啓仁衆議院議員（自治労群馬県本部の組織内議員[81]）を群馬2区総支部長に就任させた[82]。2018年12月8日、堀越は国政報告会を開き、そこに出席した旧・国民民主党群馬県連の黒沢孝行会長（自治労群馬県本部の組織内議員[47]）は石関貴史を念頭に「私どもとは相いれない人が挑戦しようとしているが、堀越氏には２区で絶対に勝利してほしい」と述べて堀越を激励し石関を罵った[83]。2020年9月29日、新・立憲民主党も引き続き堀越を群馬2区総支部長に就任させた[84]。
- 2021年衆院選においては、鳩山由紀夫元首相、前埼玉県知事の上田清司参院議員、松野頼久元内閣官房副長官らが石関の応援に駆け付けた[85]。

## 政治献金
- しんぶん赤旗によると、石関の資金管理団体が、パチンコ業界から2011年からの3年間で608万円の資金提供を受けていた[86]。なお、石関は、賭博場・カジノの合法化を推進している超党派の議員連盟「国際観光産業振興議員連盟」（カジノ議連）に属する[86]。

## 不祥事

### 公職選挙法違反
2014年の衆議院選挙において石関の元秘書の山越清彦伊勢崎市議会議員が運動員に現金51万4800円の報酬を支払ったとして、同市議と現金を受け取った疑いの運動員1名が公職選挙法違反（買収）の疑いで2015年1月5日に逮捕された。石関は責任を取る形で維新の党選対委員長を辞任した。

## 所属団体・議員連盟
- 日本会議国会議員懇談会[90]
- みんなで靖国神社に参拝する国会議員の会[90]
- 永住外国人の地方参政権を慎重に考える勉強会
- 慰安婦問題と南京事件の真実を検証する会
- 石川知裕代議士の逮捕を考える会
- 国際観光産業振興議員連盟 [86]
- パチンコ・チェーンストア協会（政治分野アドバイザー）[86][91]